# Melton (Gewebe)

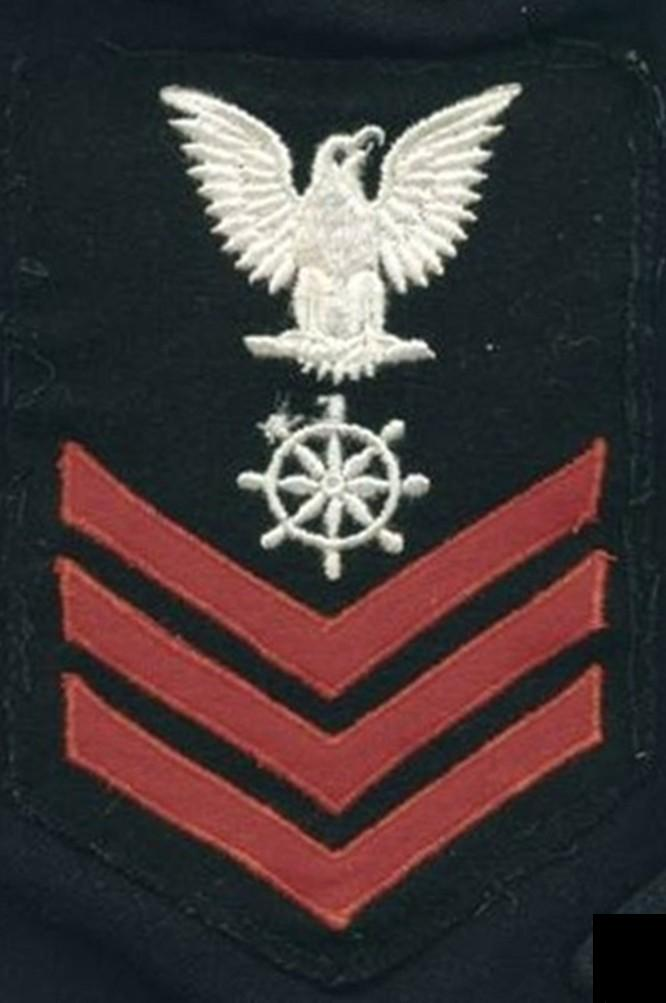
Marineblaues Abzeichen aus Melton eines US-Marine-„Quartermaster First Class“, getragen 1940–1945

Melton (benannt nach der Ortschaft Melton in der Grafschaft Leicestershire England) ist ein aus Kammgarnen oder Streichgarnen, meist in Tuchbindung, Kreuzköperbindung, Breitgradköperbindung oder anderen schussbetonten Bindungen (z. B. Fischgratköper) gefertigtes Gewebe, Loden, das durch eine spezielle Ausrüstung, die sogenannte Meltonausrüstung, einen festen zusammenhängenden Faserflor auf beiden Gewebeseiten erhält, so dass das Bindungsbild meist nicht mehr zu erkennen ist.
Melton besteht aus Wollgarnen in Kette und Schuss oder aus einer Baumwoll-Kette und einem Woll-Schuss.
Man unterscheidet leichten, mittelschweren und schweren Melton.
Der leichte Melton ist auch unter der Bezeichnung Wollflanell bekannt. Er wird überwiegend als Breitgradköper K 2/2 gewebt. Seine Flächenmasse liegt zwischen 200 und 250 g/m². 
Der mittelschwere Melton weist eine Flächenmasse von ca. 250 bis 320 g/m² auf. Als Bindung wird ebenfalls der Breitgradköper K2/2 oder Kreuzköper verwendet. 
Schwerer Melton hat eine Flächenmasse über 320 g/m² und wird aus fülligen Streichgarnen in Breitgradköperbindung erzeugt.
Eingesetzt wird dieses Gewebe für Mäntel, Jacken, Hosen, Anzüge und Kostüme.